# زانا محسن
زانا محسن (بالإنجليزية: Zana Muhsen)‏ (من مواليد عام 1965 في برمنغهام، إنجلترا) هي مؤلفة بريطانية صاحبة كتاب: قصة الرق المعاصرة. وعد إلى ناديا. يروي الكتب التجارب التي مرت بها هي وأختها نادية (من مواليد 1966) بعد أن باعهما والدهما مُثنّى مُحسن للزواج، وهو مغربي يمني.

## نظرة عامة
تقول زانا في كتابها وبعض المقابلات التي أجرتها أنه تم إرسالها هي وأختها إلى اليمن على افتراض أنهما كانا في عطلة لتلبية الجانب الأبوي من عائلتهما. تؤكد زانا أنها لم تكن هي ولا أختها على علم بخطط والدهما، على الرغم من أن شقيقتها نادية تقول أن والدها عرض عليها صورة لزوجها المستقبلي، محمد، في المملكة المتحدة، وأنها كانت تعرف أنها سوف تتزوج.
عند وصولهم إلى مديرية مقبنة، أخبرت امرأة تسمى عبد الخالدة زانا (15 سنة) ونادية (13سنة ) أنها ستصبح زوجة لمراهق ابن صديق والدها. عاشت زانا في بلدة تسمى الهوكيل، بينما عاشت نادية في بلدة تسمة أشوبي. ناشدت والدتهما مريم علي، وهي امرأة إنجليزية، دون جدوى وزارة الخارجية البريطانية للحصول على المساعدة، ولكن قيل لها إن الحكومة اليمنية ذكرت أنهما متزوجتان الآن من رجال يمنيين، وليس بوسعهن مغادرة البلاد دون إذن أزواجهن.
قام أحد الصحفييين في جريدة ذا أوبزرفر في عام 1987، أولين ماكدونالد، بزيارة الفتيات وكتب سلسلة من المقالات التي تصورهن على أنهن عبيد يعاملون بقسوة. توسلت الفتيات إلى ماكدونالدز ومصوره لمساعدتهن على مغادرة البلاد، وأثارت التغطية الإعلامية غضباً في المملكة المتحدة. أدى ذلك إلى إعطاء الحكومة اليمنية تصريحًا لزانا ونادية لمغادرة البلاد في عام 1988، لكنها منعتهم من أخذ أطفالهن (كان لدى زانا طفل واحد، ماركوس، ونادية لديها ثلاثة، كان حسن وتينا اثنان منهم).
بقيت زانا محسن في إنجلترا وفي عام 1992، كتبت كتاب: قصة الرق في العصر الحديث تحت اسم مستعار أندرو كروفتس، واصفةً تجاربها. أصبح الكتاب من أكثر الكتب مبيعاً في العالم، وقد تم تسجيلها في مقابلة لمحطة راديو بي بي سي 4. ظهرت صورة امرأة محجبة على غلاف مجلة Sold والتي تعود لنادية محسن. وفي عام 2001 ، كتبت زانا محسن وكروفتس جزءًا آخر، وعد إلى نادية - القصة الحقيقية للجارية البريطانية. قامت نادية محسن بإجراء مقابلة مع ميلاني فين، الصحفية في صحيفة الغارديان في عام 2002، والتي ذكرت فيها أنها سعيدة بحياتها، وقالت: «لم يكن في ذهني أبداً أن أرغب في المغادرة، لم تكن أختي فقط مرتاحة.»

## مؤلفاتها
- قصة الرق المعاصر،1994.
- وعد إلى نادية،2000.[10]